# Blas Armoa
Blas Esteban Armoa Núñez (Luque, 3 febbraio 2000) è un calciatore paraguaiano, attaccante del Tigre.

## Caratteristiche tecniche
È un esterno sinistro.

## Carriera

### Club
Cresciuto nelle giovanili dello Sp. Luqueño, ha esordito in prima squadra il 4 aprile 2017 in occasione del match di campionato perso 3-2 contro il Libertad.
Dopo una stagione in prestito al club messicano Juárez, con cui ha disputato 16 partite di campionato, nel 2022 l'attaccante paraguaiano viene ceduto a titolo definitivo al Tigre.

### Nazionale
Ha giocato nelle nazionali giovanili paraguaiane Under-17 ed Under-20; con quest'ultima nel 2019 ha anche partecipato al campionato sudamericano di categoria.

## Statistiche

### Presenze e reti nei club
Statistiche aggiornate al 20 luglio 2025.
| Stagione           | Squadra            | Campionato         | Campionato | Campionato | Coppe nazionali | Coppe nazionali | Coppe nazionali | Coppe continentali | Coppe continentali | Coppe continentali | Altre coppe | Altre coppe | Altre coppe | Totale | Totale | Totale |
| Stagione           | Squadra            | Comp               | Pres       | Reti       | Comp            | Pres            | Reti            | Comp               | Pres               | Reti               | Comp        | Pres        | Reti        | Pres   | Reti   |        |
| ------------------ | ------------------ | ------------------ | ---------- | ---------- | --------------- | --------------- | --------------- | ------------------ | ------------------ | ------------------ | ----------- | ----------- | ----------- | ------ | ------ | ------ |
| 2017               | Sp. Luqueño        | PD                 | 18         | 2          | -               | -               | -               | -                  | -                  | -                  | -           | -           | -           | 18     | 2      |        |
| 2018               | Sp. Luqueño        | PD                 | 39         | 4          | -               | -               | -               | CS                 | 2                  | 1                  | -           | -           | -           | 41     | 5      |        |
| 2019               | Sp. Luqueño        | PD                 | 30         | 7          | -               | -               | -               | -                  | -                  | -                  | -           | -           | -           | 30     | 7      |        |
| 2020               | Sp. Luqueño        | PD                 | 8          | 1          | -               | -               | -               | -                  | -                  | -                  | -           | -           | -           | 8      | 1      |        |
| Totale Sp. Luqueño | Totale Sp. Luqueño | Totale Sp. Luqueño | 95         | 14         |                 | -               | -               |                    | 2                  | 1                  |             | -           | -           | 97     | 15     |        |
| 2020-2021          | Juárez             | LMX                | 12         | 0          | -               | -               | -               | -                  | -                  | -                  | -           | -           | -           | 12     | 0      |        |
| 2021-gen. 2022     | Juárez             | LMX                | 4          | 0          | -               | -               | -               | -                  | -                  | -                  | -           | -           | -           | 4      | 0      |        |
| Totale Juárez      | Totale Juárez      | Totale Juárez      | 16         | 0          |                 | -               | -               |                    | -                  | -                  |             | -           | -           | 16     | 0      |        |
| 2022               | Tigre              | PD                 | 16         | 8          | CA+CdL          | 1+5             | 0               | -                  | -                  | -                  | TC          | 1           | 0           | 23     | 8      |        |
| 2023               | Tigre              | PD                 | 25         | 3          | CA+CdL          | 0+11            | 0               | CS                 | 8                  | 2                  | -           | -           | -           | 44     | 5      |        |
| 2024               | Tigre              | PD                 | 22         | 3          | CA+CdL          | 1+12            | 0               | -                  | -                  | -                  | -           | -           | -           | 35     | 3      |        |
| 2025               | Tigre              | PD                 | 10         | 0          | CA              | 2               | 1               | -                  | -                  | -                  | -           | -           | -           | 12     | 1      |        |
| Totale Tigre       | Totale Tigre       | Totale Tigre       | 73         | 14         |                 | 32              | 1               |                    | 8                  | 2                  |             | 1           | 0           | 114    | 17     |        |
| Totale carriera    | Totale carriera    | Totale carriera    | 184        | 28         |                 | 32              | 1               |                    | 10                 | 3                  |             | 1           | 0           | 227    | 32     |        |

### Cronologia presenze e reti in nazionale
| Cronologia completa delle presenze e delle reti in nazionale ― Paraguay under 20 | Cronologia completa delle presenze e delle reti in nazionale ― Paraguay under 20 | Cronologia completa delle presenze e delle reti in nazionale ― Paraguay under 20 | Cronologia completa delle presenze e delle reti in nazionale ― Paraguay under 20 | Cronologia completa delle presenze e delle reti in nazionale ― Paraguay under 20 | Cronologia completa delle presenze e delle reti in nazionale ― Paraguay under 20 | Cronologia completa delle presenze e delle reti in nazionale ― Paraguay under 20 | Cronologia completa delle presenze e delle reti in nazionale ― Paraguay under 20 |
| Data                                                                             | Città                                                                            | In casa                                                                          | Risultato                                                                        | Ospiti                                                                           | Competizione                                                                     | Reti                                                                             | Note                                                                             |
| -------------------------------------------------------------------------------- | -------------------------------------------------------------------------------- | -------------------------------------------------------------------------------- | -------------------------------------------------------------------------------- | -------------------------------------------------------------------------------- | -------------------------------------------------------------------------------- | -------------------------------------------------------------------------------- | -------------------------------------------------------------------------------- |
| 20-1-2019                                                                        | Curicó                                                                           | Paraguay under 20                                                                | 1 – 1                                                                            | Argentina under 20                                                               | Sudamericano Sub-20 2019 - 1º turno                                              | -                                                                                | 59’                                                                              |
| 26-1-2019                                                                        | Talca                                                                            | Uruguay under 20                                                                 | 1 – 0                                                                            | Paraguay under 20                                                                | Sudamericano Sub-20 2019 - 1º turno                                              | -                                                                                | 45+2’                                                                            |
| Totale                                                                           |                                                                                  | Presenze                                                                         | 2                                                                                |                                                                                  | Reti                                                                             | 0                                                                                |                                                                                  |